# إريس أباتاو
إريس أباتاو (بالإنجليزية: Iris Apatow)‏ هي ممثلة أمريكية، ولدت في 12 أكتوبر 2002 بلوس بانوس في الولايات المتحدة. بدأت مشوارها المهني سنة 2007.

## أعمال

### أفلام
- (2007) حبلت[6]
- (2009) أشخاص ظرفاء[7]
- (2012) هذا هو سن الأربعين[8]

### مسلسلات
- حب

## وصلات خارجية
- إريس أباتاو على موقع IMDb (الإنجليزية)
- إريس أباتاو على موقع ميتاكريتيك (الإنجليزية)
- إريس أباتاو على موقع روتن توميتوز (الإنجليزية)
- إريس أباتاو على موقع قاعدة بيانات الأفلام العربية
- إريس أباتاو على موقع ألو سيني (الفرنسية)
- إريس أباتاو على موقع تيرنر كلاسيك موفيز (الإنجليزية)
- إريس أباتاو على موقع أول موفي (الإنجليزية)
- إريس أباتاو على موقع قاعدة بيانات الأفلام السويدية (السويدية)
- إريس أباتاو على موقع قاعدة بيانات الفيلم (الإنجليزية)
- إريس أباتاو على موقع ليتربوكسد (الإنجليزية)